# Gouvernement Verhofstadt III
Royaume de Belgique
Verhofstadt II Leterme I
Le gouvernement Verhofstadt III est le gouvernement fédéral du royaume de Belgique entre le 21 décembre 2007 et le 20 mars 2008, durant la 52e législature de la Chambre des représentants.

## Historique du mandat
Dirigé par le Premier ministre libéral flamand sortant Guy Verhofstadt, ce gouvernement est constitué d'une coalition à cinq partis entre les Christen-Democratisch en Vlaams (CD&V), le Mouvement réformateur (MR), le Parti socialiste (PS), l'Open Vlaamse Liberalen en Democraten (Open VLD) et le Centre démocrate humaniste (CDH). Ensemble, ils disposent de 101 représentants sur 150, soit 67,3 % des sièges de la Chambre des représentants.
Il est formé à la suite des élections législatives fédérales du 10 juin 2007.
Il succède donc au gouvernement Verhofstadt II, constitué et soutenu par une « coalition violette » entre les libéraux de l'Open VLD et du MR et les socialistes du PS et du sp.a.
Au cours du scrutin parlementaire, la majorité sortante perd un total de 22 représentants. Dans le collège flamand, les CD&V — associés à l'Alliance néo-flamande (NVA) — dépassent l'Open VLD tandis que chez les francophones, le MR devient le premier parti devant le PS.
Après plusieurs échecs de l'ancien Ministre-président du gouvernement flamand et chef de file des CD&V Yves Leterme à mettre sur pied une « coalition bleue-orange » rassemblant les libéraux et les chrétiens-démocrates, le roi Albert II appelle le 3 décembre 2007 le Premier ministre démissionnaire Guy Verhofstadt à constituer un cabinet transitoire pour 90 jours.
Verhofstadt présente sa déclaration de politique générale à la Chambre des représentants le 21 décembre suivant. Il reçoit une ovation lorsqu'il déclare « Depuis la création de notre pays, nous sommes toujours parvenus à résoudre tout conflit, à éclaircir toute contradiction et à mener à bien tout débat. Sans effusion de sang, sans cicatrices indélébiles, sans rancune. Cette approche-là, le monde entier nous l'a toujours enviée. Et c'est sur la base de cette approche que notre pays doit poursuivre son chemin. Bien entendu, notre pays n'est pas immunisé contre les conflits d'idées, de valeurs ou de cultures. Ce n'est pas pour rien que nous vivons au carrefour de la culture européenne. Cependant, lorsque ces conflits désemparent une population, l'affaiblissent, ou risquent même de la paralyser, nous devons opter pour la voie qui a toujours constitué le fondement de notre prospérité : la voie du dialogue ». Il confirme que son exécutif aura un mandat limité : « chers collègues, je tiens à rappeler les conditions sous lesquelles j'ai accepté cette mission. Je ne présiderai ce gouvernement que pendant une période limitée. En effet, j'estime qu'il est évident que le résultat des élections soit respecté. Au plus tard le 23 mars, le dirigeant de la principale formation, Yves Leterme, sera présenté pour mettre sur pied le gouvernement définitif ».
Deux jours après, il remporte le vote de confiance par 97 voix pour et 46 contre. Les cinq partis de la majorité lui apportent leur soutien, alors que toute l'opposition — Vlaams Belang, Socialistische Partij Anders, Ecolo, Lijst Dedecker et Groen! — votent contre. Une élue de la N-VA s'abstient, pour indiquer son hostilité au fait que Leterme ne dirige pas l'exécutif.
Il démissionne le 20 mars 2008, à l'issue du délai fixé. Il cède ainsi le pouvoir au premier gouvernement fédéral d'Yves Leterme, qui maintient la coalition sortante.

## Composition

### Conseil des ministres
| Fonction                                                                                         | Titulaire | Titulaire         | Titulaire         | Parti    |
| ------------------------------------------------------------------------------------------------ | --------- | ----------------- | ----------------- | -------- |
| Premier ministre                                                                                 |           | Guy Verhofstadt   | Guy Verhofstadt   | Open VLD |
| Vice-Premier ministre Ministre des Finances, chargé des Réformes institutionnelles               |           | Didier Reynders   | Didier Reynders   | MR       |
| Vice-Premier ministre Ministre du Budget et des Mobilités, chargé des Réformes institutionnelles |           | Yves Leterme      | Yves Leterme      | CD&V     |
| Ministre des Affaires sociales et de la Santé publique                                           |           | Laurette Onkelinx | Laurette Onkelinx | PS       |
| Ministre de l'Intérieur                                                                          |           | Patrick Dewael    | Patrick Dewael    | Open VLD |
| Ministre des Affaires étrangères                                                                 |           | Karel De Gucht    | Karel De Gucht    | Open VLD |
| Ministre de l'Économie, des Indépendants et de l'Agriculture                                     |           | Sabine Laruelle   | Sabine Laruelle   | MR       |
| Ministre des Pensions et de l'Intégration sociale                                                |           | Christian Dupont  | Christian Dupont  | PS       |
| Ministre de l'Emploi                                                                             |           | Josly Piette      | Josly Piette      | CDH      |
| Ministre de la Justice                                                                           |           | Jo Vandeurzen     | Jo Vandeurzen     | CD&V     |
| Ministre de la Défense                                                                           |           | Pieter De Crem    | Pieter De Crem    | CD&V     |
| Ministre du Climat et de l'Énergie                                                               |           | Paul Magnette     | Paul Magnette     | PS       |
| Ministre de la Coopération au développement                                                      |           | Charles Michel    | Charles Michel    | MR       |
| Ministre des Entreprises publiques et de la Fonction publique                                    |           | Inge Vervotte     | Inge Vervotte     | CD&V     |

### LeKern
Le Kern est le conseil des ministres restreint. Il est l'organe qui arbitre les désaccords pouvant survenir au Conseil des ministres. Dans le cadre de ce gouvernement, outre la personne du Premier ministre, il regroupe un représentant de chacun des partis de la coalition.
| Fonction                                                                                         | Titulaire | Titulaire         | Parti    |
| ------------------------------------------------------------------------------------------------ | --------- | ----------------- | -------- |
| Premier ministre                                                                                 |           | Guy Verhofstadt   | Open VLD |
| Vice-Premier ministre Ministre des Finances, chargé des Réformes institutionnelles               |           | Didier Reynders   | MR       |
| Vice-Premier ministre Ministre du Budget et des Mobilités, chargé des Réformes institutionnelles |           | Yves Leterme      | CD&V     |
| Ministre des Affaires sociales et de la Santé publique                                           |           | Laurette Onkelinx | PS       |
| Ministre de l'Intérieur                                                                          |           | Patrick Dewael    | Open VLD |
| Ministre de l'Emploi                                                                             |           | Josly Piette      | CDH      |